# Жан Беґен
Жан Беген (* близько 1550 року в Лотарингії; † близько 1620 року в Парижі) — французький хімік. Він належав до школи ятрохімії Парацельса та відомий як автор одного з найвідоміших підручників з хімії 17 століття, «Tyrocinium Chymicum» 1610 року. Він також містить перші опубліковані діаграми хімічних реакцій (їх знову використали лише у 18 столітті Вільям Каллен та Джозеф Блек у своїх лекціях).

## Життєпис
Беген пройшов навчання на фармацевта в Седані та вивчав медицину та фармацію. Після навчальної поїздки на шахти Італії, Німеччини та Угорщини він відкрив школу з фармацевтично-хімічною лабораторією в Парижі.
Книга «Tyrocinium chymicum» була створена як вступ і спочатку мала лише 70 сторінок, які в пізніших виданнях зросли до понад 500. Його часто вважають першим справжнім підручником з хімії (на відміну від алхімічних текстів), він дуже практично орієнтований і містить деякі хімічні речовини, описані вперше в літературі, такі як Spiritus sulphuris volatilis Beguinii (полісульфід амонію). Він вперше описав ацетон (палкий дух Сатурна), горіння сірки під скляним дзвоном та отримання хлориду ртуті (Sublimatus Dulcis). Видання 1615 року містить першу в хімії схему реакції (реакція хлориду ртуті з сульфідом стибію).
Окрім своєї основної праці, він опублікував інші книги, такі як «Novum lumen chymicum» (1608) та «Les elemens de chymie» (1615). Його книги перекладені багатьма мовами.

## Інтернет-ресурси
- Tyrocinium chymicum, Digitalisat, Ausgabe Wittenberg 1634, Bayr. Staatsbibl.